# Андомська височина
Андо́мська височина́ — вододіл озер Онезького, Лачі та Білого. 
Вис. до 291 м. Плоска поверхня вкрита горбами з валунних відкладів. Багато вузьких звивистих озер. Спостерігаються карстові явища.